# Hjortråttor
Hjortråttor eller vitfotsråttor (Peromyscus) är ett släkte av gnagare som förekommer i Central- och Nordamerika med omkring 55 arter.

## Kännetecken
Arterna når en kroppslängd mellan 7 och 17 centimeter och därtill kommer en 4 till 21 centimeter lång svans. Vikten varierar mellan 15 gram (främst hos arter i nordliga delar av utbredningsområdet) och 110 gram. Pälsen är på ovansidan oftast guldgul, grå eller brunaktig och undersidan är vit. Dessutom finns arter som är nästan helt vita eller svarta. De stora öronen är oftast täckta av fina hår. Även på svansen finns hår och vid spetsen finns oftast en tofs.

## Utbredning och habitat
Utbredningsområdet sträcker sig från södra Alaska och Kanada över hela USA och Mexiko till Panama. 
Hjortråttor lever i olika habitat som skogar, gräsland, bergsregioner och halvöknar. Med undantag av Peromyscus gossypinus undviker de träskmarker.

## Levnadssätt
Arterna är främst aktiva på natten och de håller ingen vinterdvala. Vid ogynnsamma väderförhållanden kan några släktmedlemmar inta ett stelt tillstånd (torpor) över flera timmar. Några arter bygger bon av gräs och andra växtdelar och andra arter vilar i bergssprickor eller andra gömställen. Flera arter är sociala och lever i familjegrupper, i par eller grupper med annan sammansättning.
Födan utgörs av frön, nötter, frukter, bär, insekter och andra ryggradslösa djur samt kadaver. Den vanliga hjortråttan (Peromyscus maniculatus) och kanske några andra arter skapar ett förråd för vintern som kan ha en volym av tre liter.

## Fortplantning
Hjortråttor kan para sig hela året om inte klimatet är för hett eller för kallt. Efter dräktigheten som varar i 21 till 27 dagar föder honan i genomsnitt 3,4 (1 till 9) ungdjur. Ungdjuren öppnar ögonen efter ungefär två veckor och efter tre till fyra veckor slutar honan att ge di. Under den följande veckan stannar flera ungar kvar hos modern. Efter 30 till 50 dagar är ungarna könsmogna.
Deras reproduktionsförmåga är mycket god, en hona i fångenskap hade 14 kullar per år.
I naturen blir de flesta individerna inte äldre än två år. Individer i fångenskap har blivit upp till åtta år gamla.

## Hjortråttor och människor
Dessa gnagare går lätt att avla och de finns ofta som försöksdjur. I vissa regioner är hjortråttor fruktade då de överför hantaanvirus. Arterna i Nordamerika har ofta ett större utbredningsområde och ett stort bestånd. I Centralamerika är flera arter isolerade på olika öar och dessa är ofta hotade i beståndet. Två arter, P. pembertoni och P. nesodytes, är redan utdöda och flera andra listas som sårbara eller starkt hotade.

## Systematik
Wilson & Reeder (2005) skiljer mellan 57 olika arter, däribland två utdöda:
- Peromyscus attwateri, förekommer i södra USA från Texas till Arkansas.
- Peromyscus aztecus, utbredningsområdet sträcker sig från mellersta Mexiko (Veracruz och Guerrero) till Honduras.
- Peromyscus beatae, lever i Mexiko och Honduras.
- Peromyscus boylii, i stora delar av Mexiko och sydvästra USA.
- Peromyscus bullatus, endemisk för två ställen i delstaten Veracruz i Mexiko, listas som akut hotad.
- Kalifornisk hjortråtta (Peromyscus californicus), i Kalifornien och på halvön Baja California.
- Peromyscus caniceps, endemisk för den mexikanska ön Monserrat.
- Peromyscus crinitus, i västra USA och nordvästra Mexiko.
- Peromyscus dickeyi, på ön Tortuga nära Baja California.
- Peromyscus difficilis, i Mexiko från Chihuahua till Oaxaca.
- Peromyscus eremicus, sydvästra USA och norra Mexiko.
- Peromyscus eva, på halvön Baja California.
- Peromyscus fraterculus, lever i Kalifornien och på Baja California.
- Peromyscus furvus, finns i bergstrakter i östra Mexiko.
- Peromyscus gossypinus, i stora delar av sydöstra USA.
- Peromyscus grandis, känt bara från Guatemala, har möjligtvis en större utbredning.
- Peromyscus gratus, västra och sydvästra Mexiko.
- Peromyscus guardia, på flera öar (Ángel de la Guarda, Granito och Mejía) i Californiaviken.
- Peromyscus guatemalensis, i södra Mexiko och Guatemala.
- Peromyscus gymnotis, finns från södra Mexiko till Nicaragua.
- Peromyscus hooperi, i norra Mexiko.
- Peromyscus hylocetes, i bergstrakter i västra Mexiko.
- Peromyscus interparietalis, på ögruppen San Lorenzo i Californiaviken.
- Peromyscus keeni, i Alaska och västra Kanada.
- Vitfotad hjortråtta (Peromyscus leucopus), förekommer i södra Kanada, i stora delar av mellersta och östra USA samt i Mexiko.
- Peromyscus levipes, i bergstrakter av östra Mexiko.
- Peromyscus madrensis, endemisk för Islas Marias väster om Mexiko.
- Peromyscus maniculatus, har ett stort utbredningsområde från norra Kanada till södra Mexiko.
- Peromyscus mayensis, finns bara i ett mindre område i Guatemala.
- Peromyscus megalops, lever i skogar i södra Mexiko.
- Peromyscus mekisturus, finns bara i mexikanska delstaten Puebla.
- Peromyscus melanocarpus, i bergsskogar i södra Mexiko.
- Peromyscus melanophrys, i centrala och södra Mexiko.
- Peromyscus melanotis, i bergstrakter i östra Mexiko.
- Peromyscus melanurus, endemisk för den mexikanska delstaten Oaxaca.
- Peromyscus merriami, i Arizona och nordöstra Mexiko.
- Peromyscus mexicanus, från centrala Mexiko till Panama.
- Peromyscus nasutus, förekommer från Colorado och Utah till norra Mexiko.
- † Peromyscus nesodytes, fanns på San Miguel Island nära Kalifornien.
- Peromyscus ochraventer, i skogar i östra Mexiko.
- Peromyscus pectoralis, utbredningsområdet sträcker sig från New Mexico och Texsas till mellersta Mexiko.
- † Peromyscus pembertoni, levde på ön San Pedro Nolasco.
- Peromyscus perfulvus, vid kustlinjen i västra Mexiko.
- Peromyscus polionotus, i sydöstra USA.
- Peromyscus polius, finns i västra Chihuahua.
- Peromyscus pseudocrinitus, lever på södra Baja California, listas av IUCN som akut hotad.
- Peromyscus sagax, hittades hittills bara i mexikanska delstaten Michoacán de Ocampo.
- Peromyscus sejugis, lever på två öar i Californiaviken.
- Peromyscus simulus, finns i delstaterna Sinaloa och Nayarit i Mexiko.
- Peromyscus slevini, på ön Catalina nära Baja California.
- Peromyscus spicilegus, i bergstrakter i västra Mexiko.
- Peromyscus stephani, endemisk för den mexikanska ön San Esteban.
- Peromyscus stirtoni, lever från Guatemala till Nicaragua.
- Piñonhjortråtta (Peromyscus truei), förekommer i västra USA och nordvästra Mexiko.
- Peromyscus winkelmanni, bebor ett mindre område i södra Mexiko.
- Peromyscus yucatanicus, finns på Yucatánhalvön.
- Peromyscus zarhynchus, lever i ett mindre område i den mexikanska delstaten Chiapas.

Vissa zoologer räknar även de arter till släktet hjortråttor som av andra biologer listas i släktena Isthmomys, Megadontomys, Habromys och Osgoodomys.
Året 2004 beskrevs ytterligare en art, Peromyscus schmidlyi.